# Insektenkunde

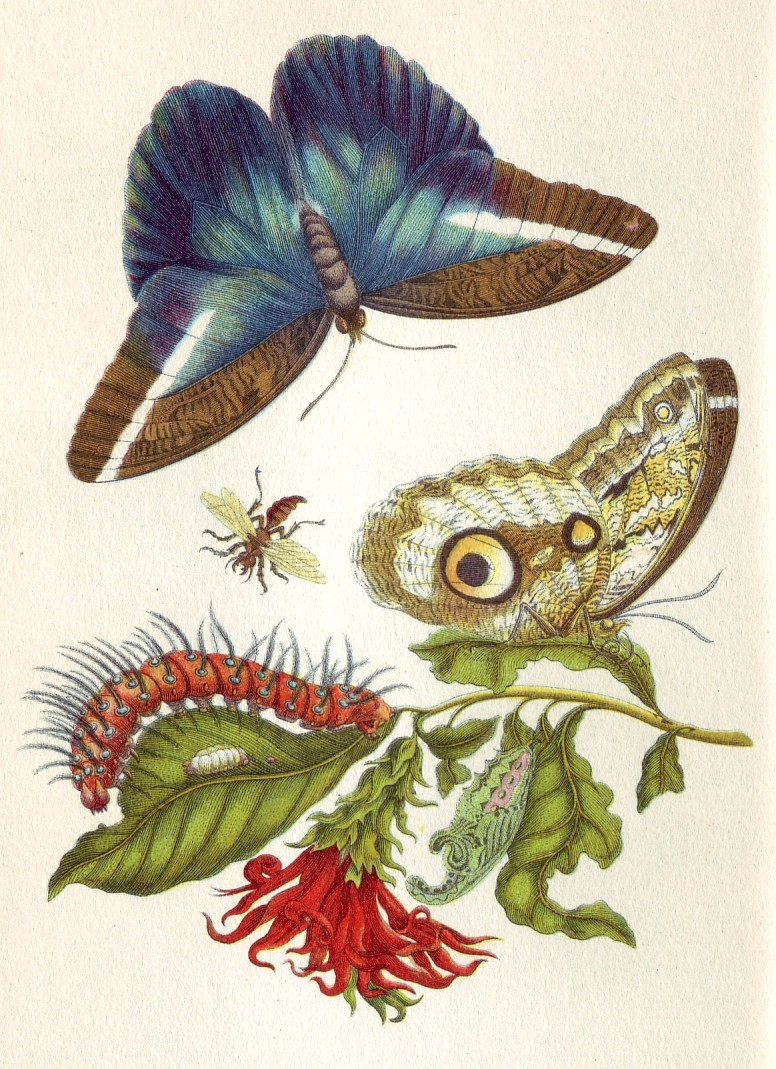
Kolorierter Kupferstich von Maria Sibylla Merian aus Metamorphosis insectorum surinamensium (1705), Bildtafel LX

Die Insektenkunde (über „Insekt“ von lateinisch insectum „Insekt“, wörtlich „das Eingeschnittene“, von insecare „einschneiden“, „einkerben“, daher auch Kerbtierkunde) oder Entomologie (von griechisch ἔντομον éntomon „Insekt“, „das Eingeschnittene“, von ἐντέμνειν entémnein „einschneiden“) ist der Zweig der Zoologie, der sich mit den Insekten (Insecta), der artenreichsten Gruppe von Lebewesen, befasst. Ein Insektenforscher wird fachsprachlich als Entomologe bezeichnet.

## Teilgebiete
- Systematik und Taxonomie der Insekten
- Angewandte Entomologie (Insekten als Nützlinge bzw. Schädlinge)
  - Forstentomologie
  - landwirtschaftliche Entomologie
  - entomologische Parasitologie (Medizinische Entomologie)
  - forensische Entomologie (Nutzung von Insekten für kriminologische Zwecke)
- Faunistik
- Insektenphysiologie

Disziplinen, die sich bestimmten Tiergruppen innerhalb der Insekten widmen:
- Apidologie – Bienen
- Dipterologie – Zweiflügler
- Koleopterologie – Käfer
- Lepidopterologie – Schmetterlinge
- Myrmekologie – Ameisen
- Odonatologie – Libellen
- Orthopterologie – Heuschrecken
- Heteropterologie – Wanzen

## Volkstümliche Sicht
Die Beschäftigung mit Insekten konzentrierte sich ursprünglich auf wenige Arten, die für Menschen von unmittelbarer Bedeutung sind. Wichtigstes Beispiel ist die Honigbiene, die bereits seit Jahrtausenden als Nutztier gehalten wird. Andere Beispiele sind Insekten von religiös-mythologischer Bedeutung, wie etwa der Skarabäus, der schon im alten Ägypten bildlich dargestellt wurde, oder Schadinsekten wie beispielsweise die Wanderheuschrecken.
Darüber hinaus werden Insekten vielfach mit Misstrauen bedacht oder ignoriert, ganz im Gegensatz zu Säugetieren und Vögeln. Diese Haltung änderte sich nicht grundlegend, weder mit dem Beginn wissenschaftlicher Beschäftigung mit Insekten in der Antike noch mit der Fülle neuer Erkenntnisse dank der Erfindung des Mikroskops oder der Einführung einer allgemeinen naturwissenschaftlichen Bildung. Oft werden Insekten pauschal als Schädlinge angesehen, abergläubische Vorstellungen halten sich hartnäckig, Insektenforschern wird mit Vorbehalten begegnet. Jean-Henri Fabre stellte beispielsweise fest, dass einfache Bauern genaue Bezeichnungen auch für die unscheinbarsten Kräuter verwenden, die riesige Zahl der Insekten dagegen nur mit wenigen, allgemeinen Begriffen benennen.
Andererseits kommt es auch immer wieder vor, dass durch aufmerksame Beobachtungen und anschauliche Schilderungen Unkenntnis in Neugier, Interesse und letztlich gar Faszination gegenüber einer vorher unbekannten Welt umschlägt. Zeitweise war das Sammeln von Insekten, speziell Schmetterlingen, ein verbreitetes und beliebtes Hobby. In neuester Zeit gibt die Fotografie, speziell die Makrofotografie mit Digitalkameras, vielen einen Zugang zur Welt der Insekten.

## Geschichte der Entomologie

### Antike
Als Ausgangspunkt der abendländischen systematischen Beschäftigung mit der Tierwelt wird das Werk Historia animalium des Aristoteles (384–322 v. Chr.) angesehen. Es stellt den ersten bekannten Versuch einer Beschreibung und Klassifizierung der Lebewesen dar und bildete neben der Naturalis historia von Plinius dem Älteren (das 11. Buch handelt von den Insekten, in der Leipziger Ausgabe Band 6) bis in die Neuzeit eine wichtige Grundlage wissenschaftlicher Arbeit. Aristoteles ordnete die Insekten als „Gattung“ ein und fasste sie mit Spinnentieren, Tausendfüßern und Würmern zu den „blutlosen Tieren“ zusammen. Insekten seien durch eine Körpersubstanz charakterisiert, die ein Zwischending aus hartem Skelett und weichem Fleisch sei. Die Metamorphose der Raupe zum Schmetterling war Aristoteles bereits bekannt, andererseits lehrte er aber die Theorie der Urzeugung, also dass Insekten oft aus unbelebter Materie, aus faulendem Fleisch oder im Körper von Wirbeltieren entstehen. Die Urzeugung blieb lange Zeit wissenschaftliche Lehrmeinung, galt zeitweise sogar als charakteristisch für die Insekten und wurde erst durch Francesco Redi experimentell widerlegt (Esperienze intorno alla generazione degl'insetti, Florenz 1668).
Bei der wissenschaftlichen Erforschung der Insekten folgte nach Plinius dem Älteren (ca. 23–79 n. Chr.) eine lange Pause bis zu Ulisse Aldrovandi, der das Thema erst 1602 wieder aufgriff.

### Mittelalter
Im abendländischen Mittelalter betrachtete man Naturkunde als Zweig der Philosophie. Nach Überzeugung der christlich geprägten Wissenschaft war die belebte und unbelebte Natur als Schöpfung Gottes das Abbild göttlichen Willens und Wirkens. Das Augenmerk der Wissenschaftler lag nicht auf der Darstellung von Naturbeobachtungen, sondern im Ergründen des Willens Gottes, der sich, so die allgemeine Überzeugung, auch in den kleinsten und unscheinbarsten Teilen der Natur offenbarte. In diesem Sinn zu deuten ist etwa der Physiologus, ein Tierbuch der frühchristlichen Antike, in dem sich Naturkunde und Mythologie vermischen und das im Mittelalter populär war. Insekten spielen darin nur eine Nebenrolle, wie auch in Hrabanus Maurus’ De rerum naturis (ca. 850), einer Sammlung des gesamten Wissens über das Universum, und in den späteren Natur-Enzyklopädien von Thomas von Cantimpré (Liber de natura rerum, 1241), Albertus Magnus (De animalibus), Jacob von Maerlant (Der naturen bloeme, um 1270) und Konrad von Megenberg (Buch der Natur, 1348). Auch wenn in diesen Werken zunehmend die Ergebnisse eigener Beobachtungen eingeflossen sind, stehen immer noch die daraus zu ziehenden Lehren im Vordergrund. So sieht Thomas von Cantimpré im Bienenstaat das Vorbild für die ideale menschliche Gemeinschaft (Bonum universale de apibus, um 1260).

### 16. Jahrhundert
Mit der wesentlich verbesserten Verbreitung und Zugänglichkeit des Wissens durch den Buchdruck und einer globaleren Weltsicht durch Erkundung fremder Regionen änderte sich auch die Wissenschaft seit Beginn der Neuzeit grundlegend. Naturwissenschaft wurde zunehmend als eigenständige Disziplin gesehen, Forschung zum wissenschaftlichen Erkenntnisgewinn betrieben und die Werke früherer Autoren mehr und mehr hinterfragt. Die Begründung der Zoologie als eigenständige Wissenschaft und nicht mehr als Teil einer philosophischen Weltbeschreibung wird allgemein Conrad Gessner und seiner Historia animalium (1551–1558) zugeschrieben, deren sechster Band (Insectorum sive minimorum animalium theatrum) sich mit Insekten befasst (postum 1634 in London erschienen). Dabei konnten die Herausgeber zurückgreifen auf Ulisse Aldrovandis De animalibus insectis libri septem, Bologna 1602, das Standardwerk der Entomologie seiner Zeit, das alles enthielt, was bis dato über Insekten niedergelegt wurde.

### 17. Jahrhundert
Nach der erstmaligen wissenschaftlichen Erforschung der Fortpflanzung der Insekten durch Francesco Redi (Esperienze intorno alla generazione degl'insetti, Florenz 1668) ist die Entwicklung der Entomologie eng verbunden mit der Entwicklung der zur Verfügung stehenden technischen Möglichkeiten. Insbesondere die Erfindung des Mikroskops hat erstmals eine nach heutigem Verständnis wissenschaftlich betriebene Entomologie ermöglicht. Während die vorherigen Forschungen an Insekten nur lückenhaft sein konnten, war nun ein genaueres Studium der Morphologie und eine immer bessere Unterscheidung der Arten möglich.
Bahnbrechende Erkenntnisse auf dem Gebiet der Insektenmorphologie gelangen durch Einsatz des Mikroskops im 17. Jahrhundert Marcello Malpighi (Dissertatio de bombyce, London 1669, eine Abhandlung über den Seidenspinner) und Jan Swammerdam (Biblia naturae, Amsterdam 1737). Erstmals wurde die Tracheenatmung und das Verdauungssystem der Insekten untersucht.

### 18. Jahrhundert
Nach der Widerlegung der Urzeugungstheorie war der Weg frei für die Formulierung eines biologischen Artbegriffs. Dieser Schritt wurde von John Ray vollzogen (Methodus insectorum, London 1705; Historia insectorum, London 1710). Auch die Insektenarten wurden jetzt als feste Arten angesehen, die seit Erschaffung der Welt unverändert existieren, und ihre Verschiedenheit nicht mehr als Spielarten der individuellen Entstehung interpretiert. Mit der Lehre der Konstanz der Arten begann die Beschreibung immer neuer Arten und die Suche nach Möglichkeiten, diese zu unterscheiden, also die systematische Entomologie. Ray hatte als erster Autor einen einigermaßen realistischen Blick auf die Artenfülle der Insekten, wenn er auch mit der Schätzung von weltweit 10.000 bis 20.000 Arten um mehrere Größenordnungen unter den heutigen Schätzungen lag, was in erster Linie der damals praktisch unbekannten tropischen Insektenfauna zuzuschreiben ist.
Die Beobachtung lebender Insekten war ein weiterer Zweig der Entomologie, der seit dem 17. Jahrhundert starken Aufschwung nahm. Wichtige Werke auf diesem Gebiet stammen von Maria Sibylla Merian (Der Raupen wundersame Verwandlung und Blumennahrung, Nürnberg, 1. Band 1679, 2. Band 1683; Metamorphosis insectorum surinamensium, Amsterdam 1705), René-Antoine Ferchault de Réaumur (Mémoires pour servir a l'histoire des insectes, Paris 1734–1742), August Johann Rösel von Rosenhof (A. J. Rösel's Insektenbelustigungen, Nürnberg 1746–1755) und vor allem Carl De Geer (Mémoires pour servir à l'histoire des insectes, Stockholm 1752–1778; Genera et species insectorum, Leipzig 1783), die sich auch durch die sehr exakten und detaillierten bildlichen Darstellungen auszeichnen.
Der Spaßvogel John Hill nutzte die neue Bilderwelt aus den mikroskopischen Untersuchungen, um in seinem Werk A decade of curious insects (London 1773) kurios erdichtete, aus verschiedenen Individuen phantastisch zusammengesetzte Insekten darzustellen – wahrscheinlich um seine Fachkollegen zu narren und auf ihre Fachkenntnis zu prüfen. Empört empfahl Johann Christian Fabricius in Systema eleutheratorum (Kiel 1801), John Hill und seine „erfundenen Insekten“ zu verdammen: „Damnandae vero memoriae John Hill at Louis Reinhard, qui insecta ficta proposuere“ (Vorwort, Seite 9).
Im 18. Jahrhundert erlebte die Naturwissenschaft allgemein einen bemerkenswerten Popularitätsschub. Viele Adlige, die heute als wissenschaftliche Pioniere bekannt sind, betrieben Naturforschung als Zeitvertreib. Fürsten betrachteten es als Prestigefrage, Gelehrte zu fördern und reichhaltige Naturalienkabinette, darunter auch Insektensammlungen, vorweisen zu können. Hinzu kam der immer stärkere Zustrom exotischer Anschauungsstücke aus allen Teilen der Welt. Mit dem Zeitalter der Aufklärung änderte sich auch wieder das Wissenschaftsverständnis. Für Autoren des 18. Jahrhunderts waren religiöse Bezugnahmen durchaus üblich, Insektenkundler deuteten die Arten- und Formenvielfalt als Beweis für die Schöpfungskraft Gottes.
Damit war seit Ulisse Aldrovandi (De animalibus insectis, 1602) die Zeit der augenscheinlichen Naturbeobachtung einzelner Individuen abgeschlossen und die Menge der Arten unübersichtlich geworden, so dass man versuchte, durch geeignete Systematisierungen wieder einen Überblick zu gewinnen.
Carl von Linné unterschied die Insekten in Systema naturae (Leiden 1735) besonders nach ihren Flügeln. Die Systematisierungsversuche von Carl De Geer (ab 1752) stießen auf Ablehnung und hatten keinen langen Bestand.
Vorerst richtete sich die Systematik lediglich nach einzelnen äußeren Körpermerkmalen (Flügel, Beine, Mundwerkzeuge) und war stets unzureichend gelöst, so dass sie immer wieder bemängelt und kritisiert werden konnte. Johann Christian Fabricius gilt mit seinem Werk Systema entomologiae sistens insectorum classes (Leipzig 1775) als Begründer der Entomologie als eigenständige Wissenschaft. Seine Systematik beruhte vorwiegend auf den Mundwerkzeugen und hatte immerhin ein halbes Jahrhundert Bestand. Insgesamt war das 18. Jahrhundert eine Zeit der stürmischen Entwicklung. Die Systematik der Insekten ist bis heute noch nicht abgeschlossen.

### 19. Jahrhundert
In den Arbeiten von Jean-Baptiste de Lamarck (Système des animaux sans vertèbres, Paris 1801; Histoire naturelle des animaux sans vertèbres, Paris 1815–1822), Georges Cuvier (Tableau élémentaire d'histoire naturelle, Paris 1798; Le règne animal distribué d'après son organisation, Paris 1817–1818) und William Elford Leach (Familles naturelles du règne animal, Paris 1825; The zoological miscellany, London 1814–1817) wird zum ersten Mal die Gruppe der Insekten weitgehend im heute noch geltenden Sinn verstanden, also getrennt von Spinnentieren, Tausendfüßern und Krebstieren.
Trotz der Forderung des deutschen Philosophen Friedrich Wilhelm Joseph Schelling nach einer ganzheitlichen Naturbetrachtung um die Jahrhundertwende setzte sich im 19. Jahrhundert eine nüchterne, naturwissenschaftliche, hauptsächlich auf die evolutionäre Entwicklung und Verwandtschaftsbeziehungen gerichtete Sichtweise durch, die Hermann Burmeister in seinem Handbuch der Entomologie (Berlin 1832–1855) erstmals konsequent verfolgte und umsetzte. Dabei konnte er sich auf viele anatomische Vorarbeiten seit dem Einzug der Mikroskopie in die Entomologie stützen und fasste wiederum alles Wissen seiner Zeit kritisch bewertend zusammen. Weiteres Kennzeichen des 19. Jahrhunderts nach Burmeister ist die immer stärkere Spezialisierung der Forschung. Systematisch arbeitende Entomologen befassten sich jetzt meist nur noch mit einer einzigen Insektenordnung. Man versuchte in kritischen Revisionen, die Artbeschreibungen früherer Autoren zu stabilisieren, Synonyme zusammenzuführen und bisher verkannte Arten zu beschreiben.
In der Insektenmorphologie brachte die weiterentwickelte Mikroskoptechnik viele neue Erkenntnisse hervor. Erwähnenswert auf diesem Gebiet ist vor allem das umfangreiche Werk von Léon Dufour (Recherches anatomiques sur les carabiques et sur plusieurs autres coléoptères, Paris 1824–1826, ein Meilenstein der Käferkunde). Als neues Forschungsgebiet kam in der zweiten Hälfte des 19. Jahrhunderts die Insekten-Embryologie hinzu.
Bedeutende Auswirkungen hatte das Werk von Charles Darwin. Die Aufstellung einer Systematik hatte nun nicht mehr allein einen ordnenden Charakter, sondern musste sich an dem Anspruch messen lassen, durch den Vergleich aller anatomischen Merkmale die Verwandtschaften als Ergebnis der Evolution zu erklären.

### 20. Jahrhundert
Bedingt durch den technischen Fortschritt verlagerte sich im 20. Jahrhundert der Schwerpunkt der biologischen Forschung. Die Beschreibung und Erforschung einzelner Arten, also die klassischen Disziplinen der Biologie, zu denen auch die Entomologie gehört, werden am Ende des Jahrhunderts zu Randbereichen dieser Wissenschaft, was die Lehrpläne und Forschungsprojekte an Hochschulen angeht. Dennoch konnte der Biologe Willi Hennig die noch heute anerkannte und auch in der Genetik verwendete Theorie einer phylogenetischen Systematik (Kladistik) durch seine entomologischen Studien entwickeln. Mit seinen Arbeiten zur Evolution und Systematik revolutionierte er die Sichtweise auf die natürliche Ordnung der Lebewesen. Seit den 1980er Jahren werden zusätzlich zu morphologischen und anatomischen Studien auch Verfahrenstechniken der Genetik in der Entomologie verwendet.
Trotz der inzwischen intensiv in allen Weltregionen betriebenen Forschung ist noch nicht einmal die Erfassung der Arten einigermaßen abgeschlossen. Den derzeit rund 1,5 Millionen  bekannten Arten steht eine geschätzte Gesamtzahl von mehreren Millionen gegenüber.
Bei der bis heute fortschreitenden Vernichtung natürlicher Lebensräume ist allerdings vorauszusehen, dass viele der heutigen Arten vor einer wissenschaftlichen Erfassung bereits ausgestorben sein werden. Nicht allein deswegen ist ein wichtiger Trend in der Entomologie des 20. Jahrhunderts die immer stärkere Berücksichtigung des Artenschutzgedankens. Viele Entomologen beschäftigen sich heute mit der Erfassung des Arteninventars verschiedener Biotope, etwa im Rahmen der Eingriffsregelung oder der Biotopkartierung, denn die Insektenfauna spielt eine Schlüsselrolle beim Erhalt der Artenvielfalt. Der Begriff der Biodiversität wurde besonders von dem Entomologen Edward O. Wilson 1986 geprägt.

## Insekten im Naturschutz
Insekten reagieren schnell auf Veränderungen der Landschaft. Deshalb ist die Anzahl der Insektenarten, die auf einem Gebiet gefunden werden, ein guter Indikator für die Schutzwürdigkeit einer Landschaft. Hierzu werden Insektengruppen untersucht, die besonders empfindlich auf Veränderungen reagieren – dies sind etwa Schmetterlinge, da sie sowohl als Raupen als auch als erwachsene Tiere besondere Ansprüche an die Nahrung haben.

## Insektenkundler
- Ulisse Aldrovandi (1522–1605), fasste den damaligen Kenntnisstand zusammen
- Maria Sibylla Merian (1647–1717), Entomologin, Künstlerin
- Carl von Linné (1707–1778), Systematiker, Taxonom
- Hermann Joseph Friedrich Beuth (1734–1819), Entomologe und Sammler.
- Johan Christian Fabricius (1745–1808), Systematiker, Begründer der Entomologie als eigenständiger Wissenschaft
- Johann Wilhelm Meigen (1764–1845), Entomologe
- Alexander Macleay (1767–1848), schottischer Entomologe
- Christian Rudolph Wilhelm Wiedemann (1770–1840), Mediziner und Entomologe
- Johann Karl Wilhelm Illiger (1775–1813)
- Ernst Friedrich Germar (1786–1853), deutscher Entomologe, Mineraloge und Kommunalpolitiker
- John Curtis (1791–1862), britischer Entomologe und Illustrator
- Carl Henrik Boheman (1796–1868), schwedischer Entomologe
- Vincenz Kollar (1797–1860), österreichischer Dipterologe
- Johannes Winnertz (1800–1890), Entomologe
- Julius Theodor Christian Ratzeburg (1801–1871), Begründer der Forstentomologie
- Phillip Adolph Schenck (1803–1878), nassauischer Entomologe
- Johann Heinrich Kaltenbach (1807–1876), Mitbegründer der angewandten Entomologie
- Hermann Burmeister (1807–1892), Systematiker und Taxonom
- Carl Ludwig Kirschbaum (1812–1880), Entomologe, Professor der Biologie und Museumsdirektor.
- Jean-Henri Fabre (1823–1915), Entomologe
- John Henry Comstock (1849–1931)
- Heinrich Friese (1860–1948)
- Peter Kempny (1862–1906), österreichischer Insektenkundler, Arzt und Komponist
- William Morton Wheeler (1865–1937), Taxonom, Ethologe
- Max Bernhauer (1866–1946), Entomologe
- Richard Heymons (1867–1943), ehemaliger Direktor des Landwirtschaftlichen Instituts für Zoologie, Berlin[2]
- Karl Escherich (1871–1951), Mitbegründer der angewandten Entomologie
- Erich Martini (1880–1960), Zoologe und Mediziner
- Adolf Horion (1888–1977), römisch-katholischer Geistlicher und Entomologe
- Leopoldo Richter (1896–1984), Entomologe, Künstler, Keramiker
- Hermann August Eidmann (1897–1949), Entomologe, Ökologe
- Fritz Schwerdtfeger (1905–1986), Forstentomologe, Ökologe
- Karl Gößwald (1907–1996), Myrmekologe
- Willi Hennig (1913–1976), Dipterologe, Begründer der phylogenetischen Systematik
- Wolfgang Schwenke (1921–2006), Forstentomologe
- Ernst Josef Fittkau (1927–2012), erforschte Zuckmücken am Amazonas, Zoologe
- Edward O. Wilson (1929–2021), Evolutionsbiologe, Spezialist für Ameisen
- Bert Hölldobler (* 1936), Verhaltensforscher, Soziobiologe und Evolutionsökologe, Spezialist für Ameisen
- Dave Goulson (* 1965), Biologe, Spezialist für Hummeln.

## Fang von Insekten

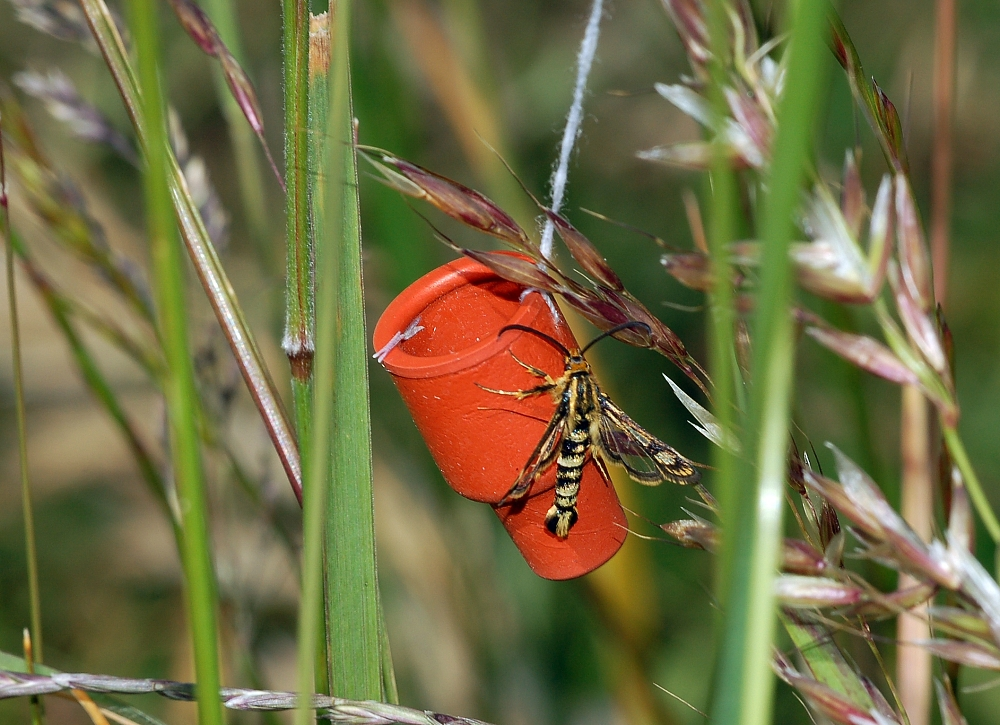
Glasflügler an einer Pheromonfalle

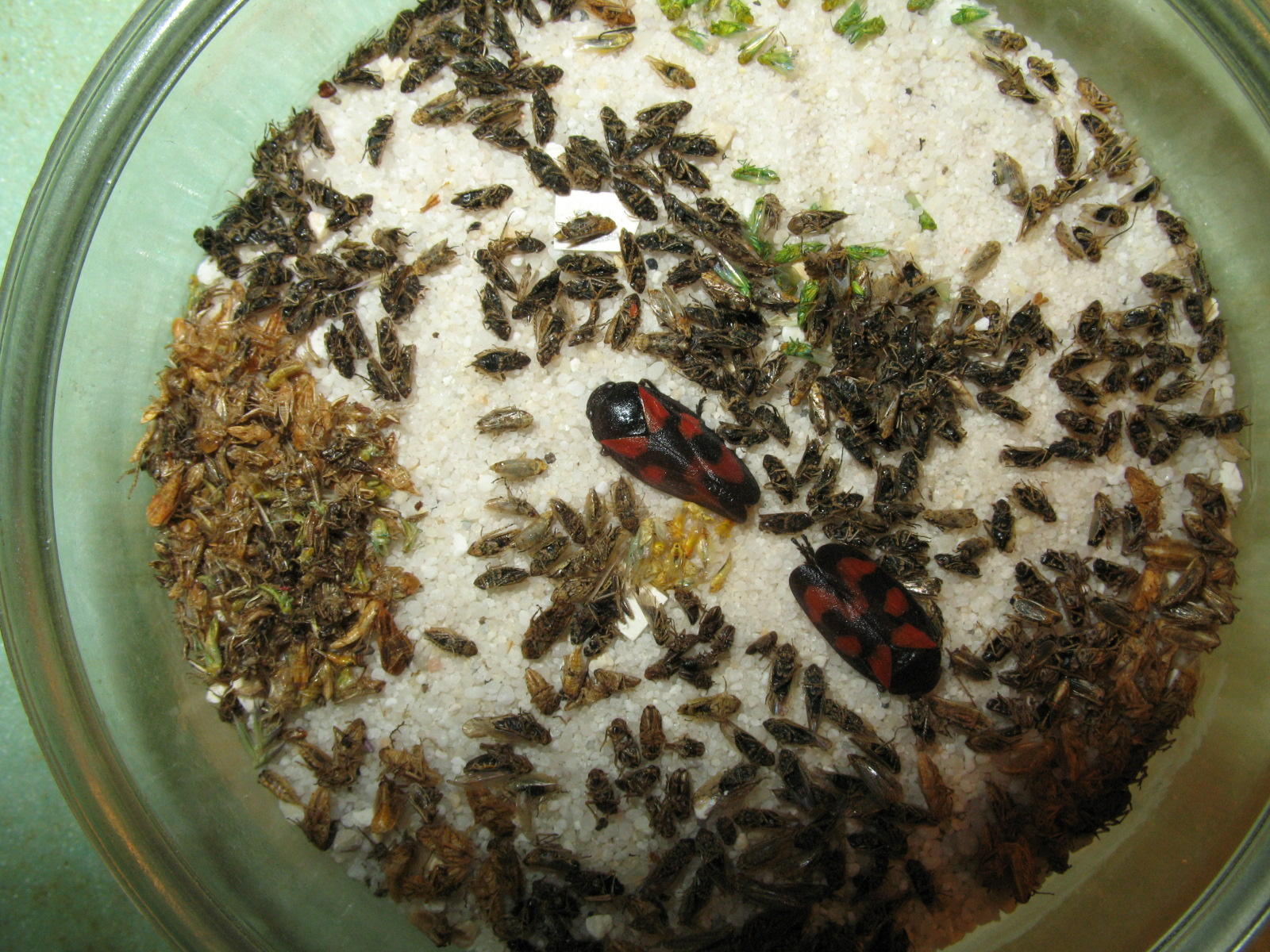
Nach erfolgreichem Käschern zwecks Bestimmung zurechtgerückte Zikadenarten

Insekten werden als Schädlinge in der Landwirtschaft verfolgt und als Lästlinge vom Menschen gejagt. Früher war das Anlegen von Insektensammlungen aus ästhetischen Gründen ein beliebtes Hobby.
In der Wissenschaft dient der Fang von Insekten der Beantwortung zahlreicher biologischer Grundlagenfragen. Für Entomologen sind Insektensammlungen ein wichtiges Arbeitsmittel: als Datenbasis für wissenschaftliche Studien (beispielsweise faunistische, aber auch genetische), als Vergleichssammlung zum Bestimmen und als Speicher für Typen. Insektenjagd erfolgt meist selektiv, und die von Entomologen gesammelten Belegexemplare stellen für die ortsansässigen Populationen keinerlei Bedrohung dar. Gefährdet sind Insekten fast ausschließlich durch den Rückgang geeigneter Lebensräume. Dennoch bedeutet der Insektenfang einen Eingriff in den Naturhaushalt und darf daher nicht willkürlich erfolgen.
Die nach Artenschutzrecht besonders, oder sogar streng, geschützten Insektengruppen dürfen in Deutschland nur mit Sondergenehmigung der Naturschutzbehörden, meist zu wissenschaftlichen Zwecken, gesammelt werden. Andere Insekten dürfen frei gefangen werden, es gibt aber Einschränkungen beim Einsatz von Fangautomaten, d. h. im Gelände exponierten Fallen wie Bodenfallen oder Malaisefallen, da ja nicht ausgeschlossen werden kann, dass darin geschützte Arten mit gefangen werden. Dies dient nicht alleine dem Schutz, sondern auch der Datensicherung.
Gemeinhin werden Insekten mit Netzen (Fangkäscher) gefangen, da die meisten sehr schnell fliegen können und man so auch selektiv vorgehen kann. Darüber hinaus dienen dem Fang zahlreiche andere Hilfsmittel:
- Aktive Fangmethoden, bei denen der Entomologe aktiv sammelt
  - Käschern
  - Suchen umfasst alle Tätigkeiten, die am Boden oder an Vegetation vorgenommen werden. Am Boden werden oft Steine oder Holz umgedreht oder vermoderte Holzreste zerlegt und mit den Fingern oder einem Werkzeug durchsucht. An der Vegetation lassen sich Puppen und Raupen finden. Auch das Ausheben von verlassenen Mäuse- oder Vogelnestern kann über die dort lebenden parasitischen Insekten Auskunft geben.
  - Lichtfang: Hierbei wird eine Schwarzlichtlampe und ein weißes Spanntuch aufgestellt und nachts darauf gewartet, dass sich Insekten einstellen. So bekommt der Entomologe einen guten Überblick, welche Arten sich im Einzugsgebiet befinden. Die Arten können ausgezählt und einzelne Exemplare entnommen werden. Fallenfang kann sehr effektiv sein und so viele Falter anziehen, dass sie die Arbeit stören. Lichtfang an Seen führt oft zur Ansammlung von extrem vielen Mücken, die mit einem Besen vom Tuch gekehrt werden müssen. Der Lichtfang wird oft für ein geselliges nächtliches Beisammensein im Schein der Lampe genutzt. Abseits von Stromquellen wird oft ein Stromaggregat außerhalb der Hörweite aufgestellt.
  - Klopfen: Als Klopfen bezeichnet man eine Fangmethode, bei der ein aufgespanntes weißes Tuch unter einen Zweig gehalten und dann der Zweig mit einem Stock mehrmals kurz und heftig angeklopft wird. Dabei fallen fast alle Arten, die sich auf diesem Zweig befinden, in das Tuch und können ausgezählt werden. Durch Klopfen kann man spezifische Baumarten absuchen.
  - Autokäscher: Eine weitere Form des Netzfangs, wobei auf einem Fahrzeug ein Käscher platziert wird. Auch hier wird nicht selektiv gesammelt.
  - Exhaustor-Fang: Bei dieser Fangmethode wird ein Exhaustor und der eigene Atemzug verwendet. Sie eignet sich prinzipiell für das Einsammeln kleiner Tiere. Vorsicht ist bei stinkenden Tieren wie einigen Wanzen angesagt.
  - Ködern: Bei dieser Methode wird ein Ködermittel an Bäume gestrichen. In bestimmten Intervallen wird nachgesehen, welche Arten sich einfinden. Für die Zubereitung des Köders gibt es verschiedene Rezepte. Oft werden Fruchtester zugesetzt.
- Passive Fangmethoden, bei denen der Entomologe eine Vorrichtung aufstellt und wartet, bis sich die Insekten von allein hineinbegeben.
  - Barber-Fallen: Im Boden vergrabene Gefäße, deren Rand mit der Umgebung auf einer Höhe liegt. Gefangen werden insbesondere auf dem Boden lebende Tiere (auch Wirbeltiere, wie Spitzmäuse). Diese Methode ist nicht selektiv und muss ständiger Kontrolle unterstehen.
  - Malaise-Fallen
  - Fensterfallen
  - Emergenzfallen
  - Lockstofffallen: Beispielsweise werden zum Fang zahlreicher Insekten Sexuallockstoffe (Insektenpheromone) verwendet. Aber auch schon ein Stück Pflaumenkuchen kann zahlreiche Wespenarten anlocken.